# Resting bitch face

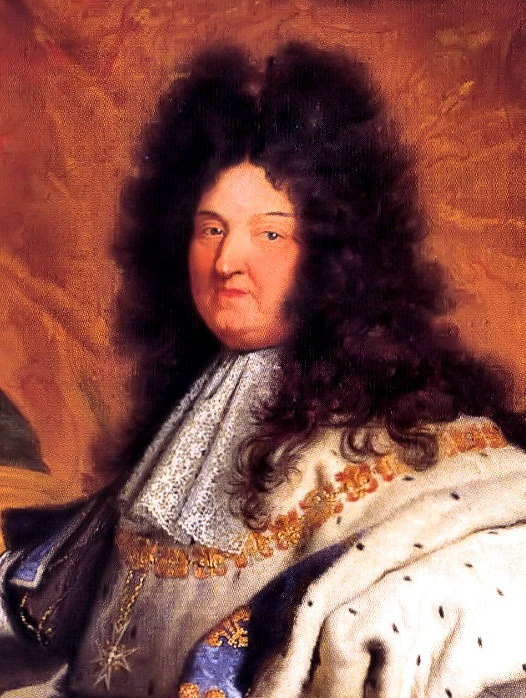
Ritratto di Luigi XIV dipinto da Hyacinthe Rigaud. L'espressione neutra del sovrano è stata talvolta identificata come esempio di RBF dalla critica moderna

Resting bitch face (RBF) o bitchy resting face, reso in italiano come "faccia da stronzo/stronza", è una locuzione usata per indicare l'espressione facciale di una persona rilassata o che non sta sperimentando o esprimendo particolari emozioni, ma che viene comunque percepita da altri come espressione di rabbia, fastidio o disgusto.
Il concetto è stato studiato dagli psicologi, e potrebbe avere implicazioni psicologiche correlate a pregiudizi sull'aspetto facciale, stereotipi di genere e capacità di giudizio. L'impiego di sistemi di riconoscimento automatico delle espressioni facciali suggerisce che il fenomeno sia comune sia negli uomini sia nelle donne. Tutt'oggi questo termine viene usato dagli anglofoni, soprattutto dagli statunitensi, per riferirsi in maniera volgare ad una persona ritenuta aggressiva o arrogante a prescindere dal sesso.
La locuzione usata per descrivere tale espressione facciale si è diffusa nel linguaggio mediatico a metà degli anni 2010 ed è stata oggetto di vari articoli giornalistici.

## Storia
In un articolo sui neologismi pubblicato nel 2013 sul New York Times, l'autore riferisce che l'espressione fosse nata almeno dieci anni prima. Divenne popolare a seguito del video Bitchy Resting Face, pubblicato su Funny or Die dal gruppo comico Broken People, comunicazione di servizio parodica nella quale uomini e donne "affetti" da un'espressione neutra che trasmette senso di fastidio, si appellano alla comprensione dei "non affetti". È così divenuto un fenomeno di Internet, divenuto comunemente noto come Resting Bitch Face (RBF).
Il termine è entrato nel linguaggio mediatico in seguito a un articolo pubblicato il 1 agosto 2015 su New York Times, in cui sono elencate alcune celebrità a giudizio dell'autrice "affette" da RBF, comparendo in seguito in altre pubblicazioni di larga diffusione. Il quotidiano statunitense collocò la diffusione del neologismo al 2013, grazie alla popolarità del video Bitchy Resting Face.
Hadley Freeman scrisse che il termine ha goduto di un'enorme diffusione a seguito del video dei Broken People, evidenziando però che la corrispondente espressione al maschile usata nel video, Resting Asshole Face (RAF) non è diventata celebre allo stesso modo. Rene Paulson, della Texas Women's University, sostiene che le donne con RBF avrebbero un maggiore senso di autoconsapevolezza e migliore capacità di comunicazione, mentre Jonathan Freeman, psicologo della New York University, condusse uno studio secondo il quale persone la cui espressione fa trasparire un senso di rabbia sarebbero percepite come inaffidabili. In un articolo del 2014 pubblicato su Philological Quarterly, Chloé Hogg sostiene che il fenomeno non fosse recente, indicando la RBF nell'espressione di Luigi XIV di Francia nel ritratto ad opera di Hyacinthe Rigaud.
Nel 2015 CBS News riferì la notizia che alcuni chirurghi plastici operassero donne affette da RBF.